# Світ книги

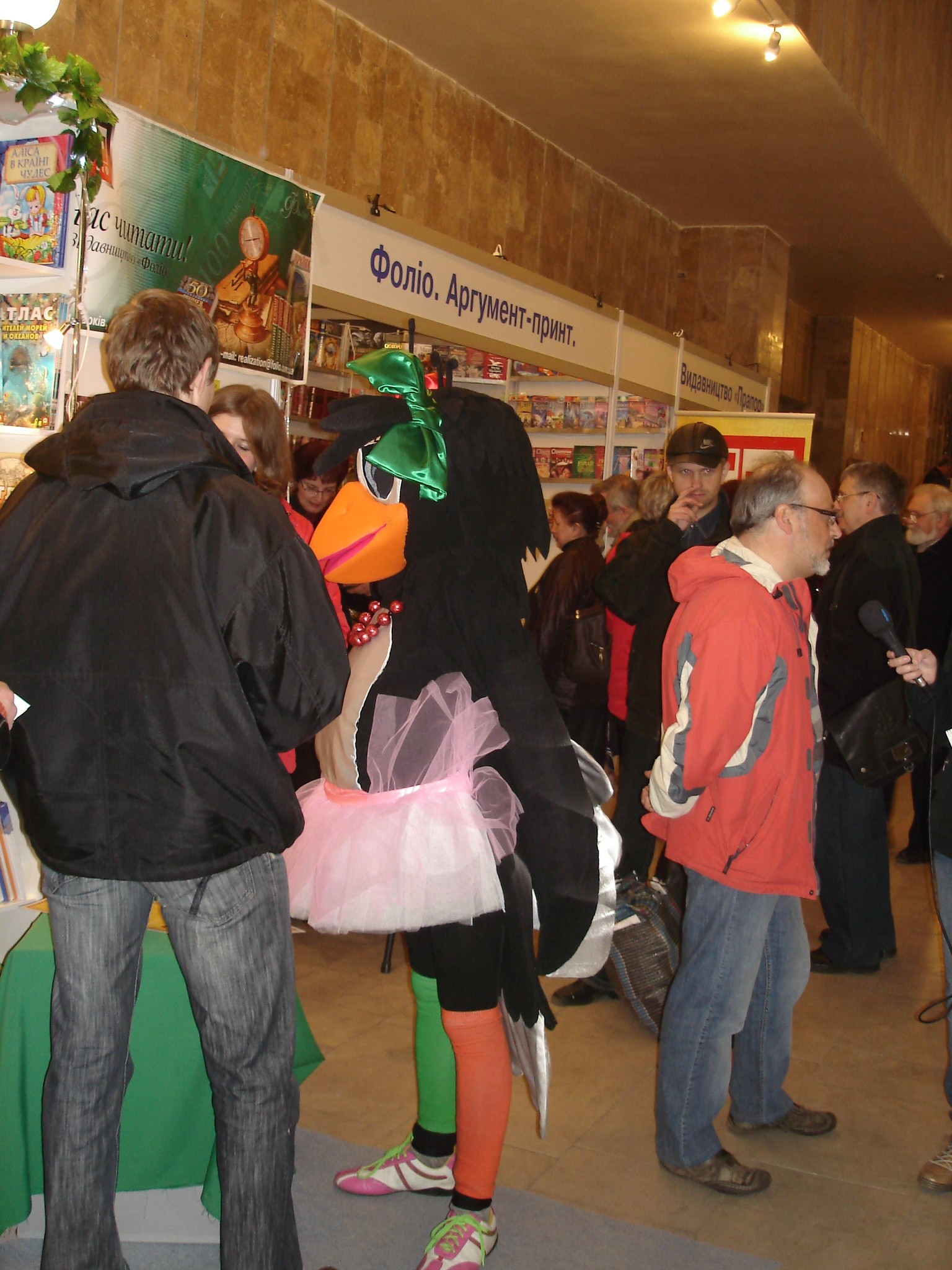
«Світ книги — 2009»

Світ книги — це виставка-ярмарок який проводиться в Харкові у квітні з 1995 року. Він має статус міжнародного, адже у ньому беруть участь не лише українські, але і закордонні видавці (з Польщі, Великої Британії, Російської Федерації). Організаторами цього дійства є Виконавчий комітет Харківської міської ради, концерн «Райський куточок». Традиційно виставку-ярмарок підтримує Харківська обласна державна адміністрація та губернатор міста М. Добкін. За період свого існування захід став важливою культурною подією, яка відбувається у місті, об'єднуючи книговидавців письменників, читачів та поліграфістів.

## Мета та завдання
1. стабілізація інформаційного простору України;
2. розвиток сучасної української літератури;
3. розширення та стабілізація контактів у галузі книговидання і книгопоширення в Україні;
4. виховання зосередженого читача через залучення його до літературної творчості, виховання культури у читачів;
5. співпраця авторів-початківців з вже зрілими авторами.

## Учасники
У межах виставки-ярмарки «Світ книги» у Харкові побували письменники зі Словаччини, Польщі, Великої Британії, Російської Федерації тощо. Зокрема, спеціальним гостем у 2011 році був Веніамін Смехов, популярний російський актор та письменник. У 2012 році — футбольна команда «Металіст». За роки проведення цього заходу в його роботі взяти участь  А. Смехова, И. Артеньєв, Януш Вишневський, Є. Булгакова, А. Костинский тощо. Свою продукцію харків'янам представили вітчизняні видавництва «Дух і літера», Видавничий дім «Києво-Могилянська академія», Видавництво Жупанського, «Раритети України», російські «Litera nova», «Издательство Санкт-Петербургскаво университета».